# Зелений Гай (Березинський район)
Зелений Гай (біл. вёска Зялёны Гай) — село в складі Березинського району Мінської області, Білорусь. Село підпорядковане Поплавській сільській раді, розташоване в східній частині області.